# حليم (فلم)
حليم هو فيلم سيرة ذاتية مصري صدر سنة 2006، من إخراج شريف عرفة، وبطولة أحمد زكي. يحكي الفيلم قصة حياة المطرب المصري عبد الحليم حافظ.
ويعد الفيلم آخر أفلام أحمد زكي والذي توفي قبل إنهائه.

## عن الفيلم
سيرة حياة الفنان الراحل عبد الحليم حافظ يجسدها الفنان الراحل أحمد زكي في آخر عمل سينمائي له على الشاشة الذهبية. الفيلم عبارة عن حوار بين حليم (أحمد زكي) ورمزي، أحد الإعلاميين بالإذاعة المصرية (جمال سليمان)، يسترجع فيه حليم مراحل حياته المختلفة وما عاناه حتى وصل إلى ما يريد وأصبح جزءا لا يتجزأ من وجدان الناس، وذلك بأغانيه التي شاركتهم أفراحهم وأحزانهم، إنها رحلة النجاح والمرض. شارك في بطولة الفيلم كذلك هيثم أحمد زكي، ومنى زكي، وسلاف فواخرجي، وعزت أبو عوف، وسميرة عبد العزيز. الفيلم من تأليف الكاتب محفوظ عبد الرحمن ومن إخراج المخرج شريف عرفة، ومن إنتاج شركة جود نيوز فور فيلم، وجدير بالذكر أنه تم عرض الفيلم في مهرجان كان السينمائي.

## القصة
تبدأ الأحداث في مستشفى كينجز كوليدج بلندن حيث ينام حليم على فراش الموت، ويتذكر مع صحفي يدعى رمزي كل الأحداث التي مرت عليه عن طريق الفلاش باك، فيتذكر علاقاته الإنسانية والعاطفية ورحلته الطويلة مع الفن، وتظهر علاقته بنوال«منى زكي» ابنة قرية الحلوات التي ساعدها كثيراً ووقف بجانبها حتى التحقت بكلية الطب بالقاهرة، بينما هي تعيش قصة حب له من طرف واحد، كما تظهر علاقته بفتاة تدعى جيهان«سولاف فواخرجي» وهي الفتاة التي التقى بها أول مرة على شاطئ العجمي وظل يحبها حتى ماتت، وتظهر أيضاً علاقاته بكمال الطويل ومحمد الموجي ومحمد عبد الوهاب وعبد الرحمن الأبنودي ومصطفى أمين وعلي أمين ومجدي العمروسي وصلاح جاهين، ولحظات الانكسار بعد نكسة 67 ولحظات السعادة بعد الانتصار في حرب أكتوبر.

## طاقم التمثيل
- أحمد زكي: (عبد الحليم حافظ)
- منى زكي: (نوال حسن نصر)
- جمال سليمان: (رمزي)
- سلاف فواخرجي: (جيهان)
- هيثم أحمد زكي: (عبد الحليم حافظ شاباً)
- عزت أبو عوف: (محمد عبد الوهاب)
- صلاح عبد الله: (مجدي العمروسي)
- سميرة عبد العزيز: (علية - أخت عبد الحليم)
- رؤوف مصطفى: (جد جيهان)
- يوسف الشريف: (أحد جماهير عبد الحليم)
- يوسف فوزي: (الدكتور/ ياسين عبد الغفار)
- كمال سليمان: (شحاتة - ابن خالة عبد الحليم)
- عادل شعبان: (إسماعيل شبانة الشقيق الأكبر لعبد الحليم)
- عبد الرحيم حسن: (أحمد فؤاد حسن)
- بهاء جاهين: (صلاح جاهين)
- محمد شومان: (قهوجي الحارة)
- سهير رجب: (سعاد حسني)
- انجي بدوي
- حسن العدل: (محمد الموجي)
- عزت بدران: (كمال الطويل)
- سامي عبد الحليم: (خال عبد الحليم)
- ياسر الطوبجي: (مجدي العمروسي شاباً)
- صبري فواز: (بليغ حمدي)
- محمد عبد الحليم صادق
- أمين شلبي
- عبد الرحيم التنير: (كامل الشناوي)
- محمد شاهين: (عبد الله - عازف الكمان)
- آسر ياسين: (مصطفى - عازف الكمان)
- محمد أبو الوفا: (عبد الرحمن الأبنودي)
- محمد صلاح: (الضابط المهم)
- هشام سالم: (وجدي الحكيم)
- سلوى عزب: (أم كلثوم)
- بيومي فؤاد: (أحمد فؤاد حسن شاباً)
- عبد الرحمن مصطفى: (حليم الطفل)
- نسيم النجار: (رجل البدلة)
- عاصم سامي: (الدكتور زكي سويدان)
- جلال الهجرسي: (فاروق إبراهيم)
- ماهر سليم: (مهندس الأستديو الإذاعي)
- علاء شلبي: (إحسان عبد القدوس)
- تامر ضيائي: (مخرج سيارة التصوير)
- سهام عبد السلام: (مديرة بيت الطالبات)
- عمرو يسري: (مصطفى أمين - علي أمين)
- محمد يونس: (محمد الموجي شاباً)
- محمد عبد الخالق: (كمال الطويل شاباً)
- علا رشدي: (صديقة نوال)
- نفرناري: (صديقة نوال)
- مايا غانم: (صديقة نوال)
- حسن شبل: وكيل الوزارة
- أماني موسى: أم جيهان

## الجوائز
حصد فيلم «حليم» أربع جوائز من المهرجان القومي للسينما المصرية. هي:
- جائزة الإخراج لشريف عرفة.
- جائزة الموسيقى للموسيقار عمار الشريعي.
- جائزة المونتاج لداليا الناصر.
- جائزة أفضل شركة إنتاج شركة «جودنيوز» (جائزة المركز الثالث).

## وصلات خارجية
- حليم على موقع IMDb (الإنجليزية)
- حليم على موقع روتن توميتوز (الإنجليزية)
- حليم على موقع الدهليز
- حليم على موقع قاعدة بيانات الأفلام العربية
- حليم على موقع ألو سيني (الفرنسية)
- حليم على موقع Turner Classic Movies (الإنجليزية)
- حليم على موقع أول موفي (الإنجليزية)
- حليم على موقع قاعدة بيانات الفيلم (الإنجليزية)
- حليم على موقع ليتربوكسد (الإنجليزية)
- حليم على موقع كينوبويسك (الروسية)